# Loguivy-Plougras
Loguivy-Plougras (en bretó Logivi-Plougraz) és un municipi francès, situat a la regió de Bretanya, al departament de Costes del Nord. L'any 1999 tenia 1.002 habitants.

## Demografia
| 1962                                       | 1968  | 1975  | 1982  | 1990  | 1999  |
| ------------------------------------------ | ----- | ----- | ----- | ----- | ----- |
| 1.375                                      | 1.604 | 1.367 | 1.190 | 1.021 | 1.002 |
| Des de 1962: població sense dobles comptes |       |       |       |       |       |

## Administració
| Període   | Identitat             | Partit        |
| --------- | --------------------- | ------------- |
| 1989-2001 | Emile Le Gall         | Divers droite |
| 2001-2008 | Thérèse Perron        |               |
| 2008-     | Jean-François Le Gall |               |